# منزل جمیل

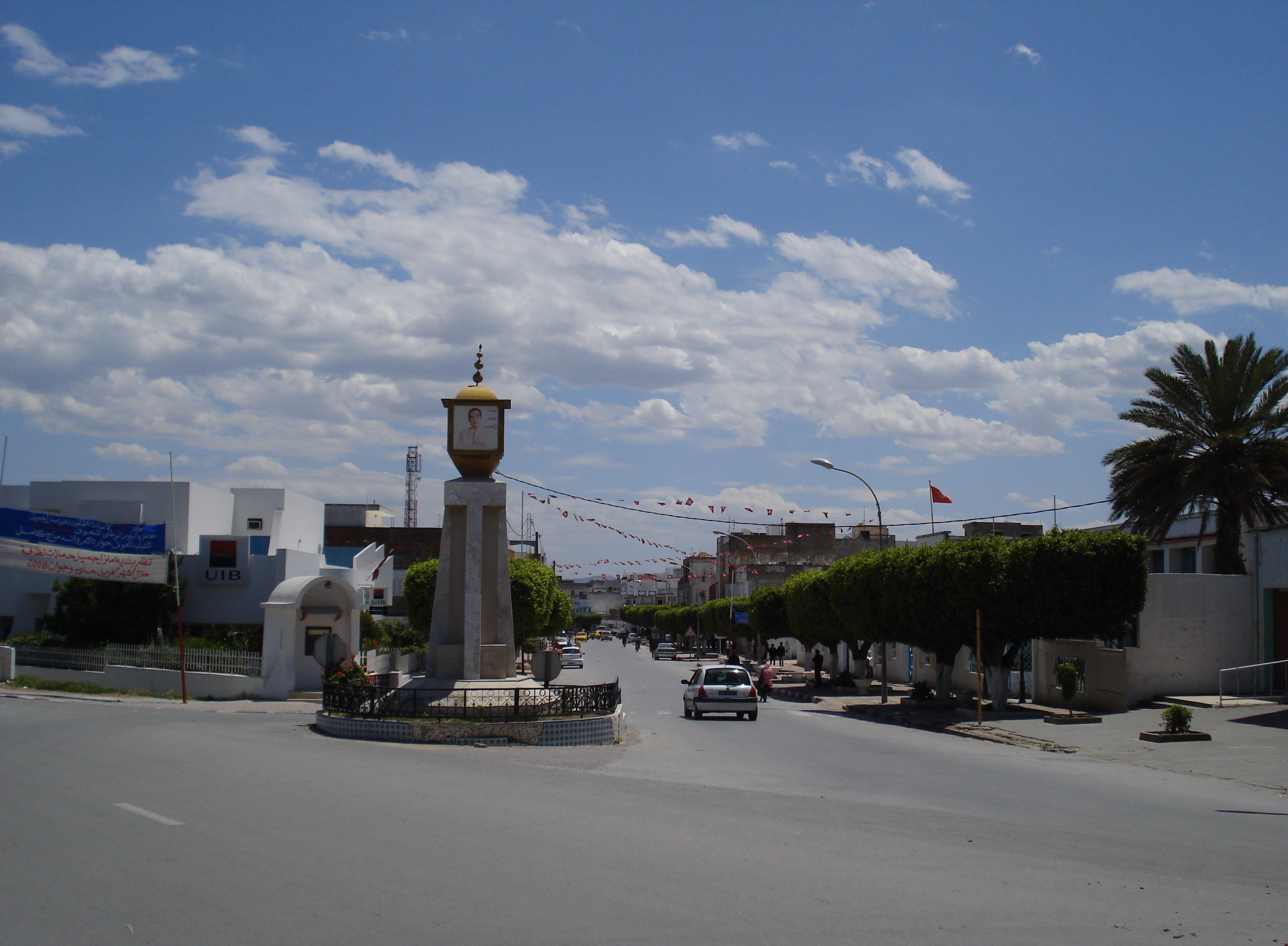
نمایی از شهر منزل جمیل در شمال شرق تونس - ۲۰۰۸

منزل جمیل شهری در شمال شرق تونس می‌باشد که در ۶۰ کیلومتری جنوب تونس پایتخت این کشور واقع گردیده است. این منطقه مسکونی باشندگان آن بالغ بر ۴۱,۳۴۳ تن طبق سرشماری ۲۰۱۴ بوده است.